# Stora Svartegöl
Stora Svartegöl är en sjö i Gislaveds kommun i Småland och ingår i Nissans huvudavrinningsområde.